# Mesochorus dilleri
Mesochorus dilleri är en stekelart som beskrevs av Schwenke 1999. Mesochorus dilleri ingår i släktet Mesochorus och familjen brokparasitsteklar. Inga underarter finns listade i Catalogue of Life.